# Hypsacantha crucimaculata
Hypsacantha crucimaculata (Dahl, 1914) è un ragno appartenente alla famiglia Araneidae.
È l'unica specie nota del genere Hypsacantha.

## Etimologia
Il nome deriva dal greco ὒψος, hypsos, cioè cima, sommità e ᾶκανθα, àkantha, cioè spina, per la posizione della spina sull'opistosoma.

## Distribuzione
La specie è stata rinvenuta in Africa centrale, orientale e meridionale.

## Tassonomia
Rimosso dalla sinonimia con Gasteracantha Sundevall, 1833, a seguito di due lavori dell'aracnologo Emerit del 1973 e del 1974.
Dal 1973 non sono stati esaminati altri esemplari, né sono state descritte sottospecie al 2014.